# Premios Cálamo
Los Premios Cálamo son unos galardones literarios concedidos desde el año 2001 por la librería Cálamo (Zaragoza), en reconocimiento a los mejores libros del año según el criterio de la librería y sus lectores.

## Historia
Desde su apertura en el año 1983, la librería Cálamo ha organizado numerosas actividades (encuentros, presentaciones, conciertos, etc.) con el objetivo de fomentar la lectura y el desarrollo de la cultura escrita, labor por la que sus propietarios cuyos son Ana Canellas y Paco Goyanesfueron reconocidos por varios colectivos e instituciones.
Dentro de este compromiso cultural,la librería convocó por primera vez los Premios Cálamo en el año 2001 para reconocer a las mejores publicaciones del año, a la vez que «incitar al debate, a la interculturalidad, y por qué no, a la sana irreverencia literaria». Para ello, la organización ha contado desde entonces o en algún momento con la colaboración y patrocinio de instituciones como el Ayuntamiento de Zaragoza, Universidad de Zaragoza, Gobierno de Aragón, el Instituto francés de Zaragozay ciertas empresas de Aragón. 
Para su concesión, la librería Cálamo nomina anualmente una serie de publicaciones editadas durante el año en curso y los lectores asiduos a la librería eligen con su voto a la mejor obra del año (Categoría: Premio Libro del Año).Paralelamente, la librería premia a otras obras o autores que, a su juicio, también merecen un reconocimiento (Categorías: Premio Otra Mirada y Premio Extraordinario). 

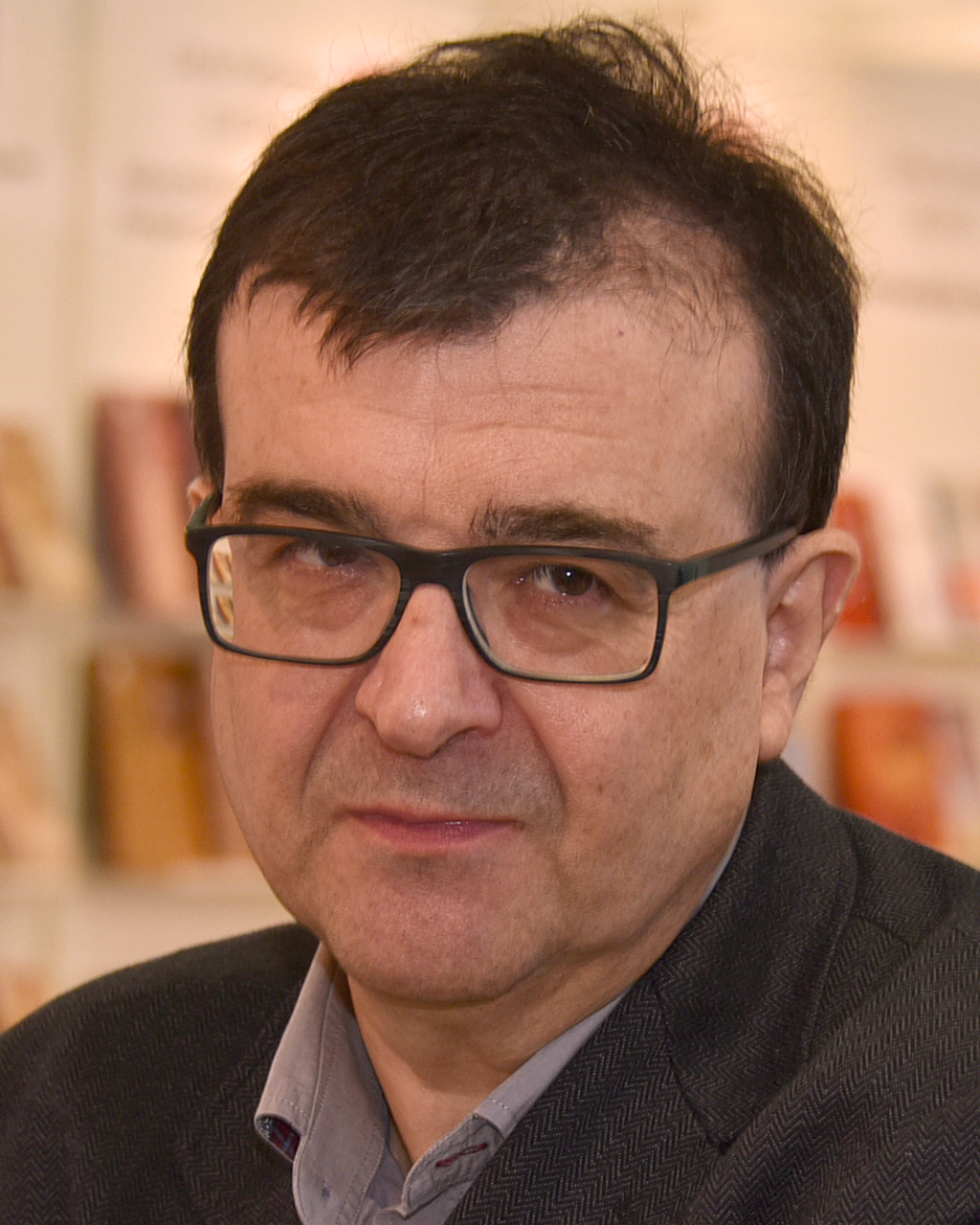
Javier Cercas (España).
Libro del Año, 2001.

Carecen de dotación económica y los ganadores reciben una escultura donada por el artista aragonés Isidro Ferrer. Entre los premiados, cuyos nombres aparecen escritos en los peldaños de la escalera de la librería, figuran mayoritariamente escritores en lengua castellana reconocidos internacionalmente como el argentino Martín Caparrós; los españoles Javier Cercas, Almudena Grandes, Manuel Rivas, Javier Reverte, el historietista El Roto, el fotoperiodista Gervasio Sánchez; los mexicanos Alberto Ruy Sánchez y Guadalupe Nettely la chilena Nona Fernández. En el elenco de premiados también figuran autores africanos y europeoscomo el suizo Peter Stamm, la moldava Tatiana Țîbuleac y el danés Knud Romer.
Se hacen públicos durante el mes de enero y se entregan en torno al 23 de febrero en una gala que se ha celebrado en lugares como el Teatro Principal o el modernista Edificio Caja Rural de Aragón (ediciones de 2019 y 2022).Además, durante la jornada, los premiados realizan una lectura pública de sus obras.
La entrega de los Premios Cálamo 2020 aconteció el 26 de febrero de 2021 aunque debido a la Pandemia de COVID-19 la gala se celebró de forma virtual. Fue transmitida por el canal de YouTube y redes sociales de la librería Cálamo.El acto contó con la participación de los organizadores y de los periodistas Alejandro Aísa, Concha Monserrat y Ana Segura, quienes entablaron sendos coloquios con los ganadores de la edición: Paco Cerdà, Nona Fernández y Gudalupe Nettel.
El 17 de enero de 2022, la librería dio a conocer los ganadores de los XXI Premios Cálamo 2021. La entrega se celebró el 4 de marzo de 2022 en el histórico edificio de la Cajalón, retomándose los actos con público que en la Edición XX fueron suspendidos debido a la Pandemia de COVID-19. Los galardonados fueron la escritora cubana Elaine Vilar Madruga, el poeta español Alejandro Simón Partal y el escritor guatemalteco Eduardo Halfon, coincidiendo por primera vez en la historia de los Premios el voto del jurado con el voto del público. El evento contó con la participación de los premiados, las periodistas Ana Segura y Concha Monserrat, la gestora cultural Laura Montañés y el escritor Paco Cerdà (Premio Cálamo, 2020), entre otros.

## Categorías
Inicialmente, entre los años 2001 y 2003, contaron con dos: Libro del Año y Otra Mirada, reconocimientos a los que en el año 2004 se añadió el Premio Extraordinario.
- Premio Cálamo «Libro del Año»: concedido por votación popular entre dieciséis candidatos propuestos por la organización. La votación discurre entre los meses de enero y diciembre y en ella participan los lectores asiduos a la librería.
- Premio Cálamo «Otra Mirada»: concedido por su calidad excepcional a un determinado autor o publicación según el criterio de la organización.
- Premio Cálamo «Extraordinario»: concedido a una publicación de singular relevancia / a un autor de larga trayectoria que, al margen de las otras categorías, merezca extraordinariamente tal reconocimiento.

## Palmarés
Año 2001:
- Libro del Año: Soldados de Salamina. Autor: Javier Cercas. Editorial: Tusquets Editores.
- Otra Mirada: El pasaporte. Autor: Azouz Begag.[16] Editorial: El Aleph.

Año 2002:

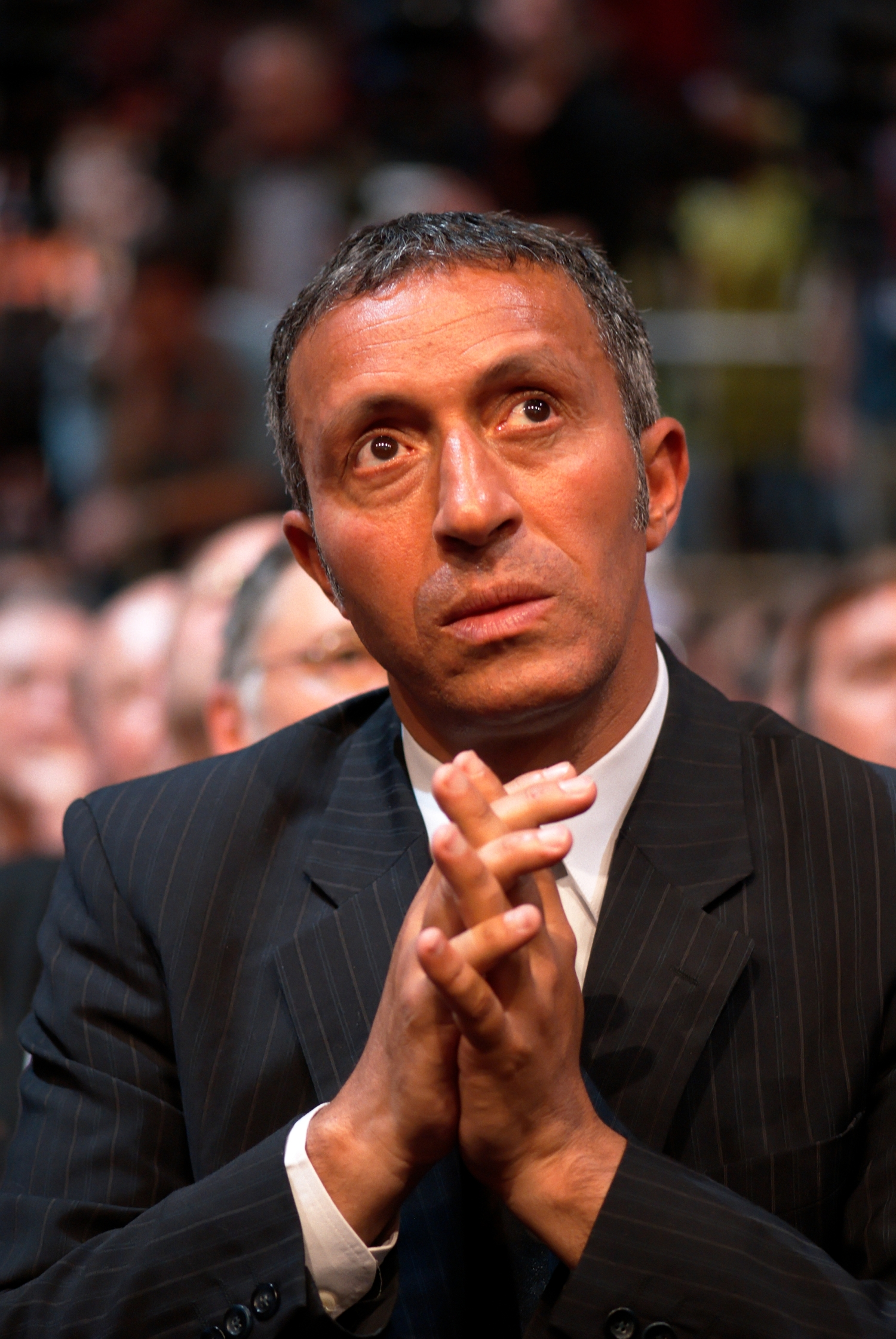
Azouz Begag (Francia).
Otra mirada, 2001.

- Libro del Año: Los aires difíciles. Autora: Almudena Grandes. Editorial: Tusquets Editores.
- Otra Mirada: Los jardines secretos de Mogador. Autor: Alberto Ruy Sánchez. Editorial: Alfaguara.

Año 2003:

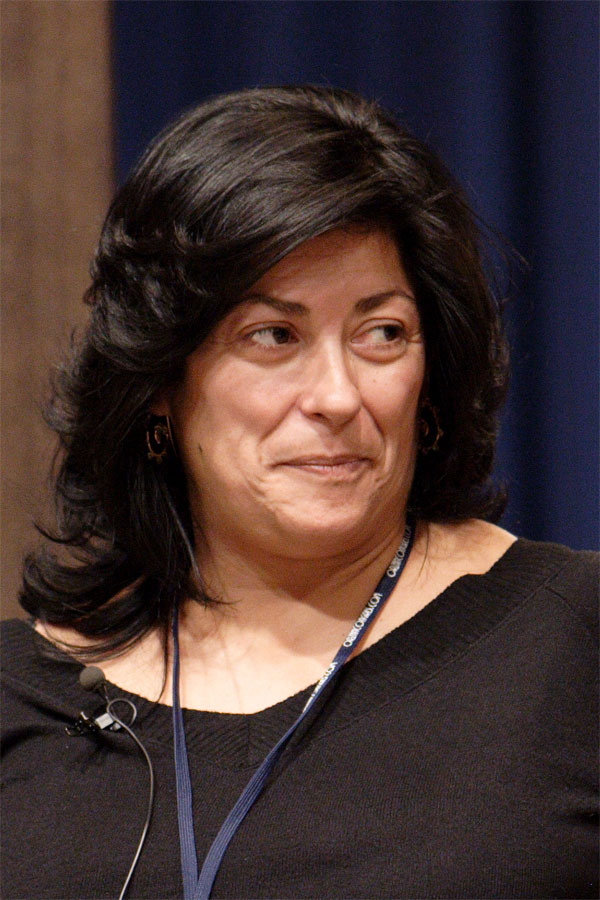
Almudena Grandes (España).
Libro del Año, 2002.

- Libro del Año: Los viejos amigos. Autor: Rafael Chirbes. Editorial: Anagrama.
- Otra Mirada: El entenado. Autor: Juan José Saer. Editorial: El Aleph.

Año 2004:
- Libro del Año: Paisaje aproximado. Autor: Peter Stamm. Editorial: Acantilado.
- Otra Mirada: El río de la desolación. Autor: Javier Reverte. Editorial: Random House Mondadori.
- Extraordinario: No hay tiempo para jugar. Relatos de niños trabajadores. Autora: Sandra Arenal. Editorial: Media Vaca.

Año 2005:
- Libro del Año: Bar de anarquistas. Autor: José María Conget. Editorial: Pre-Textos.
- Otra Mirada: Esa belleza. Autor: John Berger. Editorial: Bartleby Editores.
- Extraordinario: Zaragoza marina. Autor: Javier Delgado Echeverría y Jorge Gay. Editorial: Prames.

Año 2006:

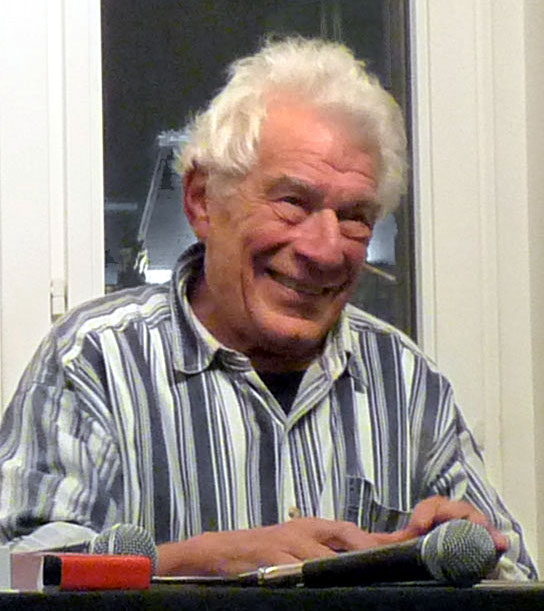
Jonh Berger (Inglaterra).
Otra Mirada, 2005.

- Libro del Año: Libro de las preguntas. Autores: Pablo Neruda e Isidro Ferrer. Editorial: Media Vaca.
- Otra Mirada: Tratado de ateología. Autor: Michel Onfray. Editorial: Anagrama.
- Extraordinario: Los libros arden mal. Autor: Manuel Rivas. Editorial: Alfaguara.

Año 2007:
- Libro del Año: Crematorio. Autor: Rafael Chirbes. Editorial: Anagrama.
- Otra Mirada: Cementerio de pianos. Autor: José Luis Peixoto. Editorial: El Aleph

- Extraordinario: Llamando a las puertas del cielo. Autor: Antonio Ansón. Editorial: Artemisa.

Año 2008:
- Libro del Año: Todos los cuentos. Autora: Cristina Fernández Cubas. Editorial: Tusquets Editores.
- Otra Mirada: Quien parpadea teme a la muerte. Autor: Knud Romer. Editorial: Minúscula.

Año 2009:
- Libro del año: Aire nuestro.[20] Autor: Manuel Vilas Editorial: Alfaguara.
- Otra Mirada: Mi Marruecos. Autor: Abdelá Taia Editorial: Cabaret Voltaire.
- Extraordinario: El arte de volar. Autor: Antonio Altarriba y Kim. Editorial: Alfaguara.

Año 2010:

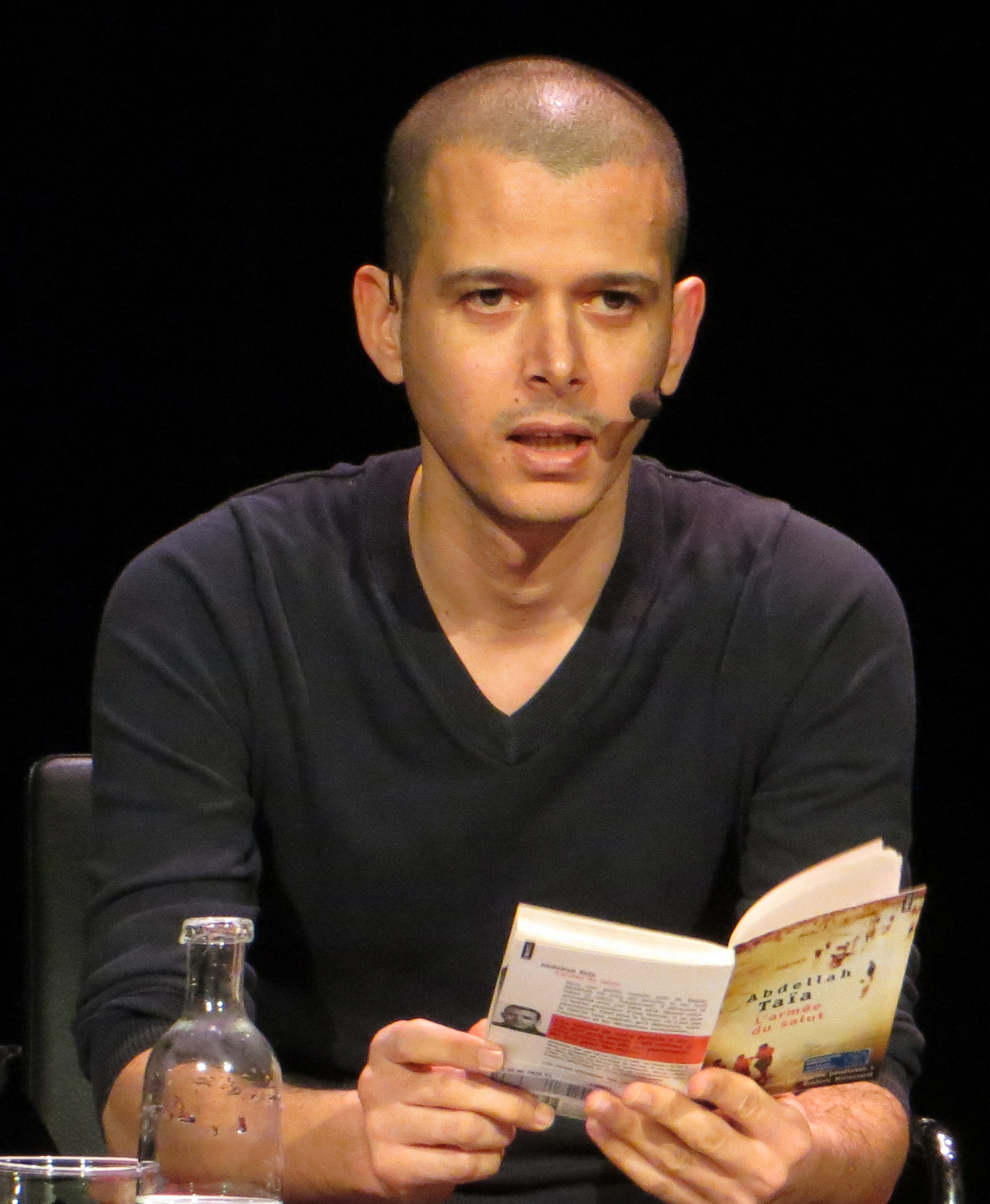
Abdelá Taia (Marruecos).
Otra Mirada, 2009.

- Libro del Año: Visión desde el fondo del mar.[21] Autor: Rafael Argullol. Editorial: Acantilado.
- Otra Mirada: La luz es más antigua que el amor. Autor: Ricardo Menéndez Salmón. Editorial: Seix Barral.

Año 2011:
- Libro del Año: El ciclista de Chernóbil.[22] Autor: Javier Sebastián. Editorial: DVD Ediciones.
- Otra Mirada: Fantasma de piedra. Autor: Mauro Corona. Editorial: Altaïr.
- Extraordinario: Cien mil millones de poemas. Autores: Jordi Doce, Rafael Reig, Fernando Aramburu, Francisco Javier Irazoki, Santiago Auserón, Pilar Adón, Javier Azpeitia, Marta Agudo, Julieta Valero y Vicente Molina Foix. Editorial: Demipage.

Año 2012:
- Libro del Año:Un estado del malestar.[25] Autor: Joaquín Berges. Editorial: Tusquets Editores.
- Otra Mirada: El ritmo perdido. Autor: Santiago Auserón.[26] Editorial: Península.
- Extraordinario: Antología. Autor: Gervasio Sánchez. Editorial: Blume.

Año 2013:
- Libro del Año: La habitación oscura. Autor: Isaac Rosa. Editorial: Seix Barral.
- Otra Mirada: Daniela Astor y la caja negra. Autora: Marta Sanz. Editorial: Anagrama.
- Extraordinario: Oh, la l’art. Autor: El Roto. Editorial: Libros del Zorro Rojo.

Año 2014:

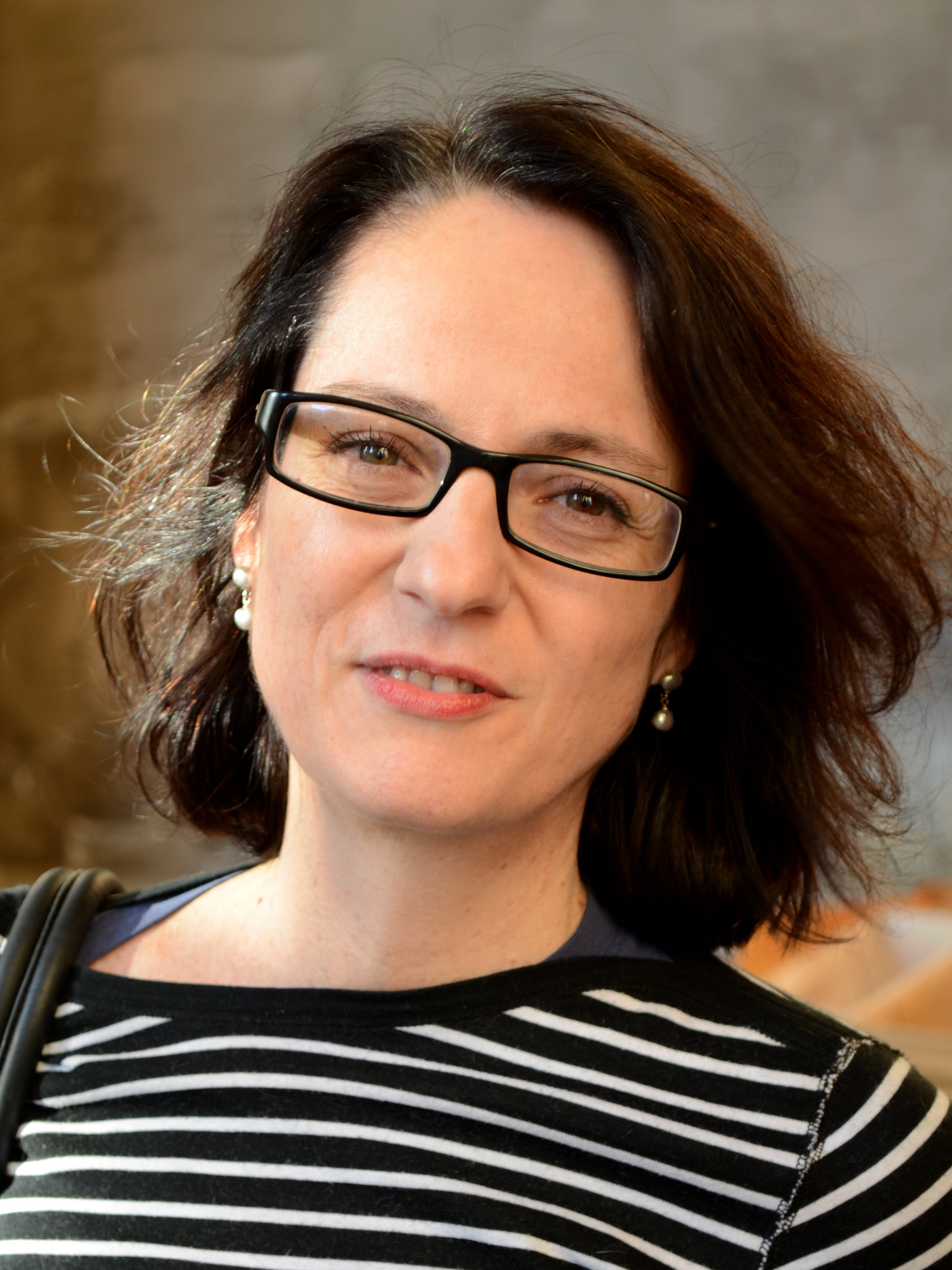
Marta Sanz (España).
Otra Mirada, 2013.

- Libro del Año: La buena reputación.[28] Autor: Ignacio Martínez de Pisón. Editorial: Seix Barral.
- Otra Mirada: El comité de la noche. Autora: Belén Gopegui. Editorial: Penguin Random House Grupo Editorial.
- Extraordinario: Mansa chatarra. Autor: Francisco Ferrer Lerín. Editorial: Jekyll & Jill Editores.

Año 2015:
- Libro del Año: La Oculta. Autor: Héctor Abad Faciolince. Editorial: Alfaguara.
- Otra Mirada: Fruta podrida. Autora: Lina Meruane. Editorial: Eterna Cadencia.
- Extraordinario: El hambre. Autor: Martín Caparrós. Editorial: Anagrama.

Año 2016:
- Libro del Año: La España vacía. Viaje a un país que nunca fue.[30] Autor: Sergio del Molino. Editorial: Turner Publicaciones.
- Otra Mirada: Hermano de hielo. Autora: Alicia Kopf. Editorial: Alpha Decay.
- Extraordinario: No derrames tus lágrimas por nadie que viva en estas calles. Autor: Patricio Pron. Editorial: Random House.

Año 2017:
- Libro del Año: Vestidas para un baile en la nieve.[31][32] Autora: Monika Zgustova. Editorial: Galaxia Gutenberg.
- Otra mirada (ex aequo): Conjunto vacío. Autora: Verónica Gerber Bicecci. Editorial: Pepitas de Calabaza y Kanada. Autor: Juan Gómez Bárcena. Editorial: Sexto Piso.
- Extraordinario: Perros que duermen. Autor: Juan Madrid. Editorial: Alianza Editorial.

Año 2018:

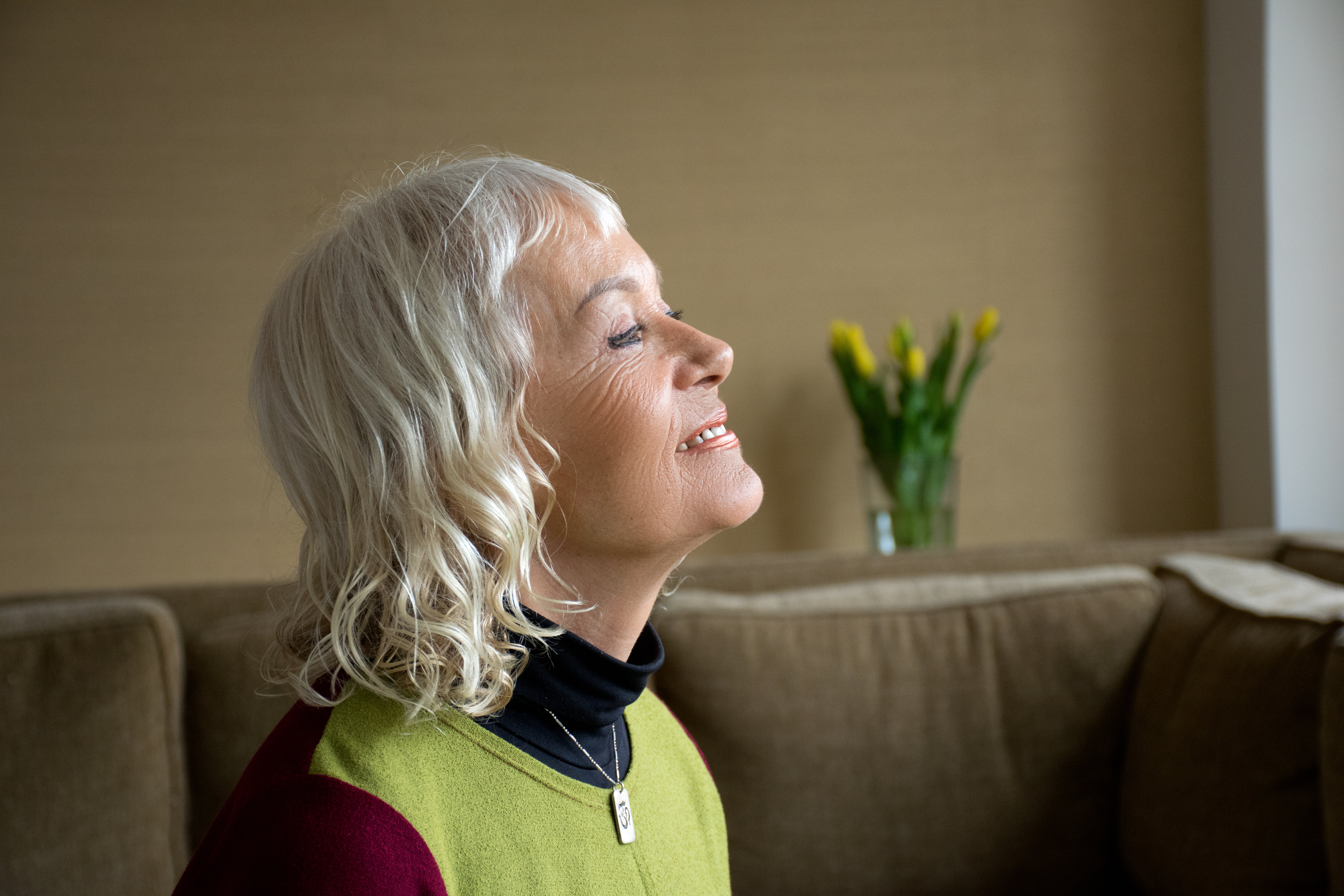
Monika Zgustová (República Checa).
Libro del Año, 2017.

- Libro del Año: Los asquerosos. Autor: Santiago Lorenzo. Editorial: Blackie Books.
- Otra Mirada: Historia de España contada a las niñas. Autora: María Bastarós. Editorial: Fulgencio Pimentel.
- Extraordinario: Trilogía de la guerra, Editorial: Seix Barral y Teoría general de la basura, Editorial: Galaxia Gutenberg. Autor: Agustín Fernández Mallo.

Año 2019:
- Libro del Año: El verano que mi madre tuvo los ojos verdes.[36][37] Autora: Tatiana Țibuleac. Editorial: Impedimenta.
- Otra Mirada: Canto yo y la montaña baila. Autora: Irene Solà. Editorial: Anagrama.
- Extraordinario: Otra vida por vivir. Autor: Theodor Kallifatides. Editorial: Galaxia Gutenberg.

Año 2020:
- Libro del Año: El peón. Autor: Paco Cerdà. Editorial: Pepitas de Calabaza.

- Otra Mirada: La Hija única.[39] Autora: Gudalupe Nettel. Editorial: Anagrama.
- Extraordinario: Mapocho. Autora: Nona Fernández. Editorial: Editorial Minúscula.

Año 2021:

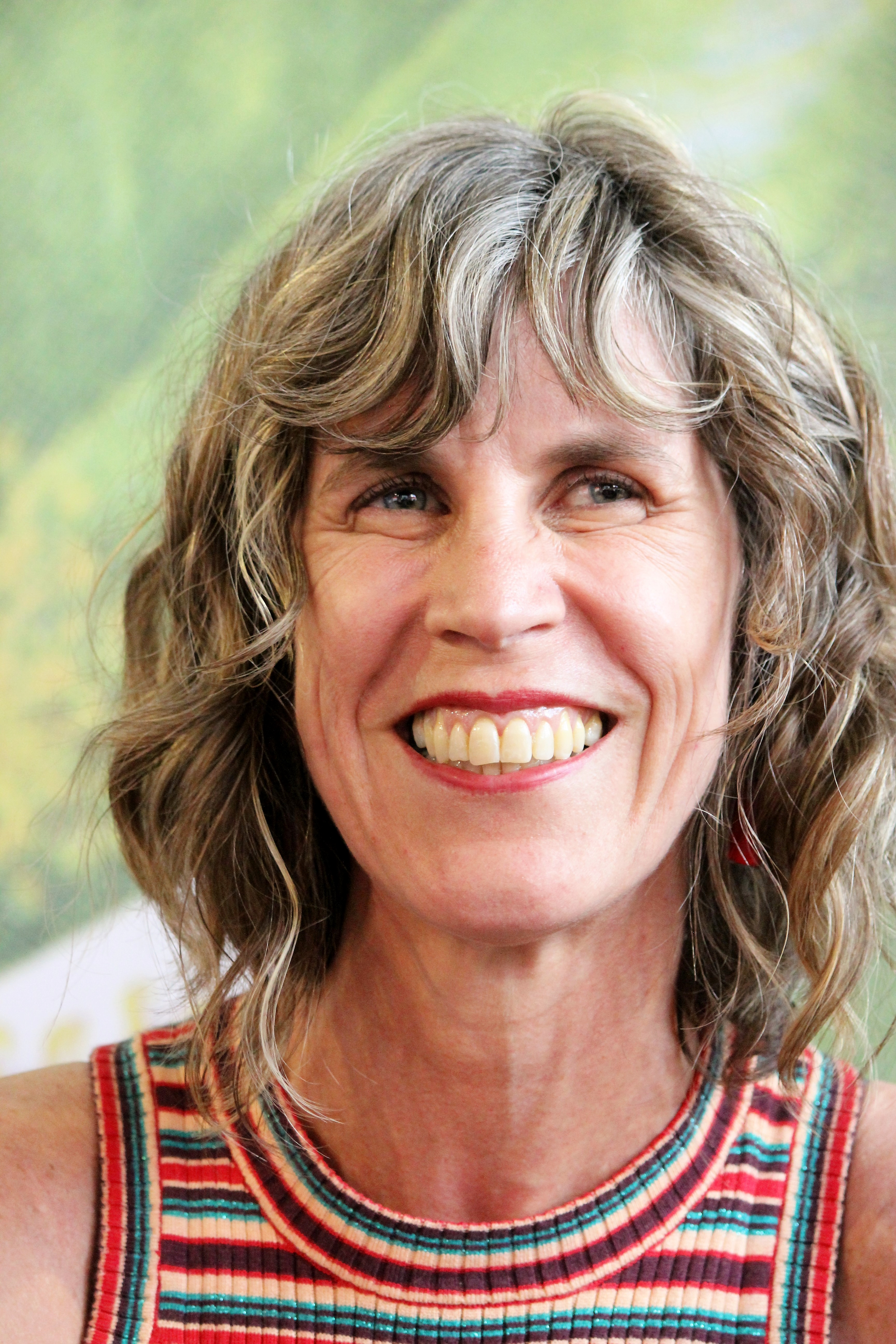
Nona Fernández (Chile). Extraordinario, 2020.

- Libro del Año: La tiranía de las moscas. Autora: Elaine Vilar Madruga. Editorial: Barrett.
- Otra Mirada: La parcela. Autor: Alejandro Simón Partal. Editorial: Caballo de Troya.
- Extraordinario: Canción. Autor: Eduardo Halfon. Editorial: Libros del Asteroide.

Año 2022:
- Libro del Año: Ceniza en la boca. Autora: Brenda Navarro. Editorial: Sexto Piso.
- Otra Mirada: De bestias y aves. Autor: Pilar Adón. Editorial: Galaxia Gutternberg.
- Extraordinario: La familia. Autora: Sara Mesa. Editorial: Editorial Anagrama.

Año 2023:
- Libro del Año: La mala costumbre. Autora: Alana S. Portero. Editorial: Seix Barral.
- Otra Mirada: Martinete del Rey Sombra. Autor: Raúl Quinto. Editorial: Jekyll & Jill.
- Extraordinario: Las voces de Adriana. Autora: Elvira Navarro. Editorial: Random House.

Año 2024:
- Libro del Año: La península de las casas vacías. Autor: David Uclés. Editorial: Ediciones Siruela.
- Otra Mirada: Alcaravea. Autora: Irene Reyes-Noguerol. Editorial: Páginas de Espuma.
- Extraordinario: Juan Gabriel Vásquez (por su trayectoria literaria).